# 星野力
星野 力（ほしの つとむ、1906年12月2日 - 1994年3月11日）は日本のジャーナリスト、政治家。元日本共産党参議院議員（1期）。同党中央委員会委員などを歴任。

## 来歴
新潟県新潟市出身。1929年京都帝国大学文学科卒業。西日本新聞編集局次長や日本共産党福岡県委員長、赤旗編集局長代理などを経て、1971年の第9回参議院議員通常選挙で全国区から出馬し初当選を果たす。参議院議員在籍中は同院国会対策委員長などを務めた。また、ベトナム戦争最中の1966年から1970年にかけて、初代党代表としてベトナム民主共和国（当時）に駐在した。
1994年3月11日、急性心不全のため埼玉県新座市の自宅で死去。87歳。

## 著書
- 『歌声は海をこえて:ハノイ通信』（新日本出版社、1971年）
- 『報道されなかったニュース:戦時情報余録』（けやき出版、1994年9月）